# Sinumelon expositum
Sinumelon expositum är en snäckart som beskrevs av Tom Iredale 1937. Sinumelon expositum ingår i släktet Sinumelon och familjen Camaenidae. Inga underarter finns listade i Catalogue of Life.